# Municipio de Lincoln (condado de Audubon)
El municipio de Lincoln (en inglés: Lincoln Township) es uno de los doce municipios ubicados en el condado de Audubon en el estado estadounidense de Iowa. En el año 2000 el municipio tenía una población de 349 habitantes y una densidad poblacional de 3,8 personas por km². El territorio del municipio contiene una ciudad, Gray.

## Geografía
El municipio de Lincoln se encuentra ubicado en las coordenadas 41°49′15″N 95°01′58″O / 41.82083, -95.03278.